# Distretto di Julcamarca
Il distretto di Julcamarca è uno dei dodici distretti della  provincia di Angaraes, in Perù. Si trova nella regione di Huancavelica.